# Козеево
Козеево (Казеево) — бывшая деревня к северу от Москвы, включённая в состав Москвы 17 августа 1960 года. Разрушена при застройке района Отрадное в Северо-Восточном административном округе города.

## Расположение деревни
Деревня находилась на западном берегу Чермянки на месте нынешнего Юрловского проезда. В районе деревни в Чермянку впадал Фёдоровский ручей.
Имеется на многих картах Москвы 40—60-х годов XX века. По соседству с деревней располагались: Бескудниковская ветка (платформа Отрадное, платформа Слободка), деревня Сабурово (на месте Ясного проезда), деревня Медведково, Отрадненский Учхоз и яблоневые сады, городок Институт пути (что в Свиблове). Примерно деревня располагалась в районе перекрестка Северного бульвара и Юрловского проезда и между улицей Бестужевых до Юрловского проезда.

## История
Первоначально деревня Козеево принадлежала владельцам села Свиблово. Так протекавший в деревне Фёдоровский ручей получил название в честь Фёдора Свибло.
Документально известно, что в 1620-х годах владелец села Медведкова князь Дмитрий Михайлович Пожарский передал своей сестре Дарье и её сыну Ивану три пустоши — Казеево, Федоркино и половину Подберезья. Дарья Михайловна вышла замуж за Ивана Никитича Хованского, владельца соседнего Леонова. В 1671 году их дети Пётр и Иван разделили деревню пополам. Согласно описи 1678 года, у Ивана было два двора кабальных и два двора деловых людей, а у Петра — три семьи кабальных и три — задворных людей.
После смерти Ивана его владения достались Петру, а затем его сыну — Василию Петровичу Хованскому. После смерти Василия Петровича и его жены Екатерины Петровны у Козеева оказалось десять владельцев. По этой причине в 1758 году Леоново и Казеево были заложены за 7 тысяч рублей. Через некоторое время Казеево было выкуплено на аукционе старшим братом лейб-гвардии капитаном Александром Васильевичем Хованским за 7505 рублей.
В 1767 году Казеево было продано графу Павлу Григорьевичу Демидову. Демидов занимался в основном Леоновом. После его смерти имение приобрёл гвардии поручик Николай Иванович Пономарёв за 120 тысяч рублей ассигнациями. В 1830 году Пономарёв заложил Казеев Петербургскому опекунскому совету, но расплатиться с ним не смог.
В 1926 году Козеево входило в состав Сабуровского сельсовета.
В 1960 году Казеево вошло в состав Москвы. Деревня Козеево просуществовала где-то до 1975 года (последний дом снесен в конце августа 1975 года). Разрушена при постройке района Отрадное. В московской топонимике упоминание деревня Козеево получила в 2017 году: Проектируемый проезд № 5003 в районе Отрадное стал Казеевским переулком.

## Население
Сохранившаяся опись имущества казеевских крестьян при Хованских даёт представление об их быте. Так, например у одной крестьянской семьи из 9 человек (отец с женой, их сын с женой и четырьмя детьми, холостой младший сын), было 4 лошади, 3 коровы, 2 телицы, бык, 2 телёнка, 10 овец и 15 кур.
В начале XIX века, когда деревней владел П. Г. Демидов, земли деревни составляли 157 десятин, из них 79 занимали пашни, 4 десятины — река и болото. Во второй половине XIX века в деревне насчитывалось 23 двора и 122 жителя. Грамотных среди жителей деревни не было вовсе. Крестьянам деревни принадлежало 157 десятин земли, в том числе 70 десяти пашни и 84 десятин покосов. Крестьянские усадьбы занимали всего 3 десятины, а лесов вокруг деревни не было вовсе. В книге начала XX века «Окрестности Москвы» о Козеево говорилось следующее: «Воздух… отличается чистотой и свежестью; соседство с такими прекрасными местностями, как Останкино, Медведково, Ростокино, а также удобство сообщения делают это место одним из лучших дачных мест под Москвой. Нет никакой сырости…».
По переписи 1926 года, в Козеево насчитывалось 52 дома и 282 жителей, только 17 из их не принадлежали к крестьянскому населению. В 1939 году население возросло до 637 человек. Местные колхозники занимались продажей фруктов, овощей и цветов в Москве и в Бабушкине.